# Dendrocitta
Dendrocitta je rod ptáků z čeledi krkavcovití (Corvidae).

## Systém
Seznam dosud žijících druhů:
- Straka andamanská – Dendrocitta bayleyi
- Straka bornejská – Dendrocitta cinerascens
- Straka himálajská – Dendrocitta formosae
- Straka jižní – Dendrocitta leucogastra
- Straka sumaterská – Dendrocitta occipitalis
- Straka škrabošková – Dendrocitta frontalis
- Straka toulavá – Dendrocitta vagabunda